# Engins
Engins är en kommun i departementet Isère i regionen Auvergne-Rhône-Alpes i sydöstra Frankrike. Kommunen ligger i kantonen Villard-de-Lans som tillhör arrondissementet Grenoble. År 2022 hade Engins 429 invånare.

## Befolkningsutveckling
Antalet invånare i kommunen Engins
Referens:INSEE